# Église Notre-Dame-de-l'Assomption d'Oyo
Pour les articles homonymes, voir Église Notre-Dame-de-l'Assomption.
L’église Notre-Dame-de-l'Assomption est un édifice religieux de l'Église catholique romaine et situé à Oyo, dans le Diocèse d'Owando en République du Congo.

## Historique

### Congrégation du Saint-Esprit

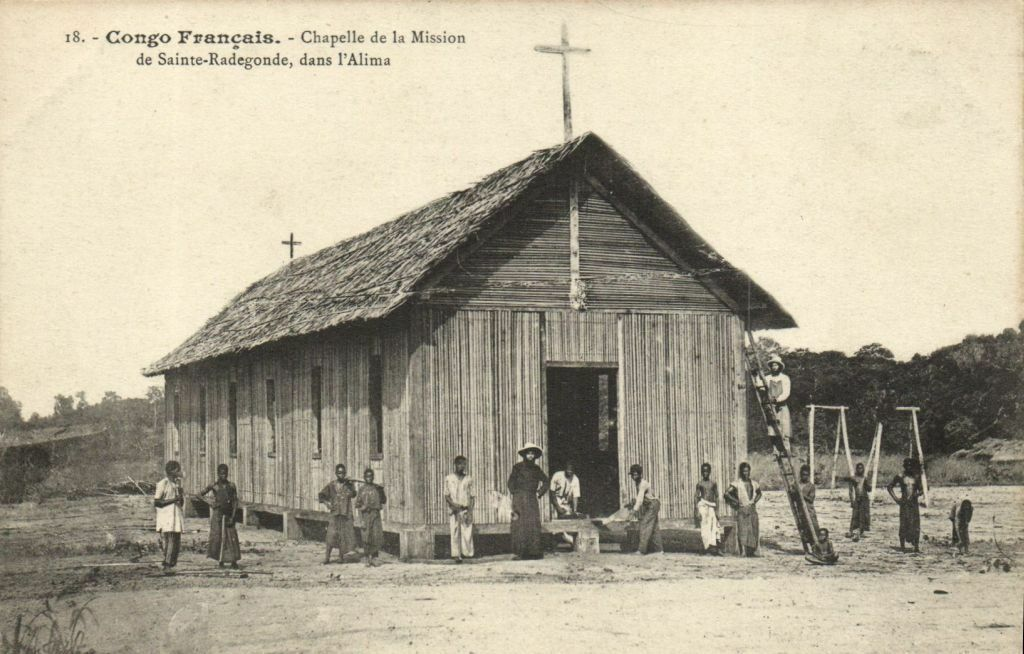
Congo Français - Chapelle de la Mission de Sainte-Radegonde dans l'Alima

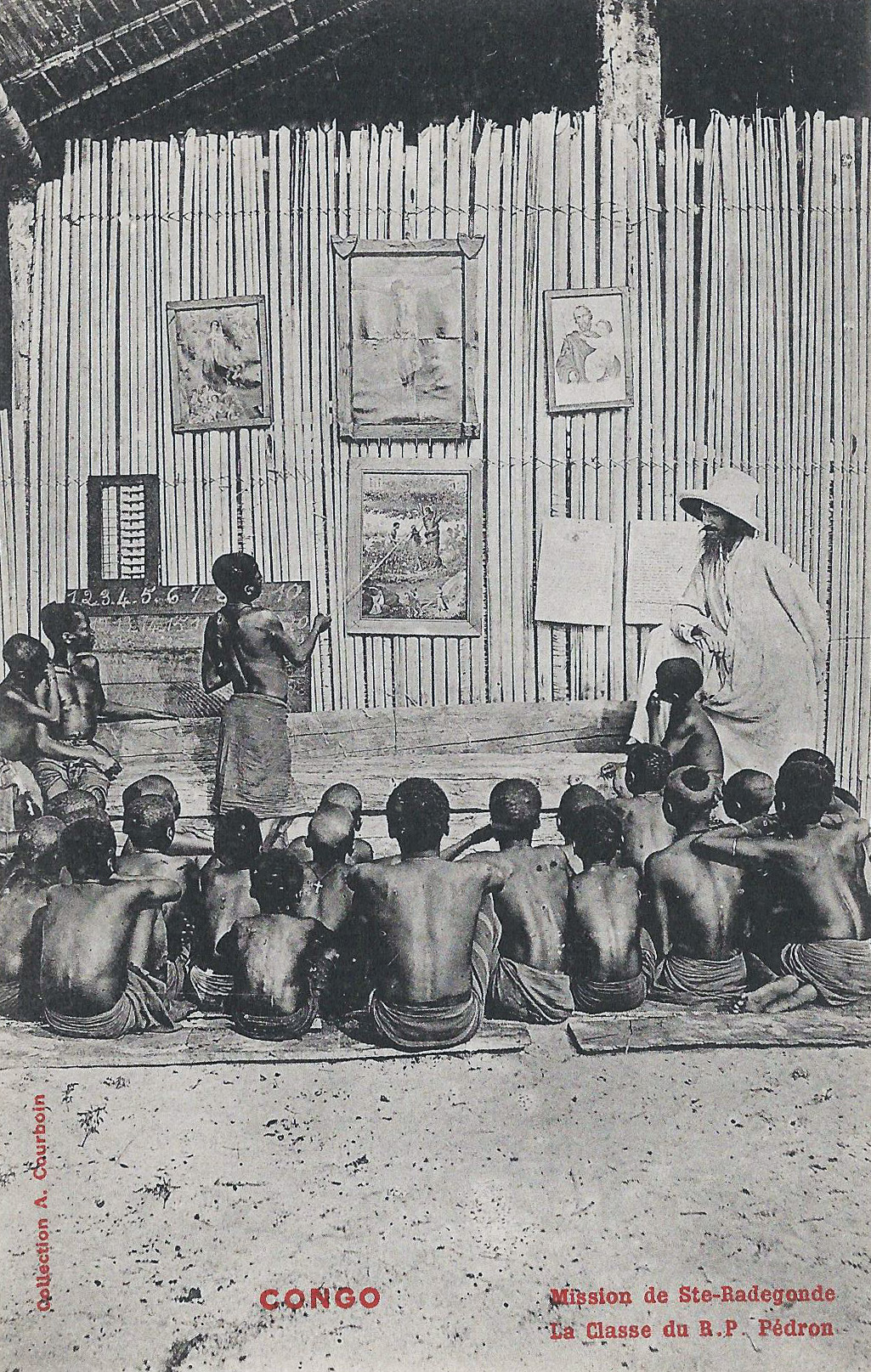
Mission de Ste-Radegonde-La classe du RP Marc Pédron-Congo

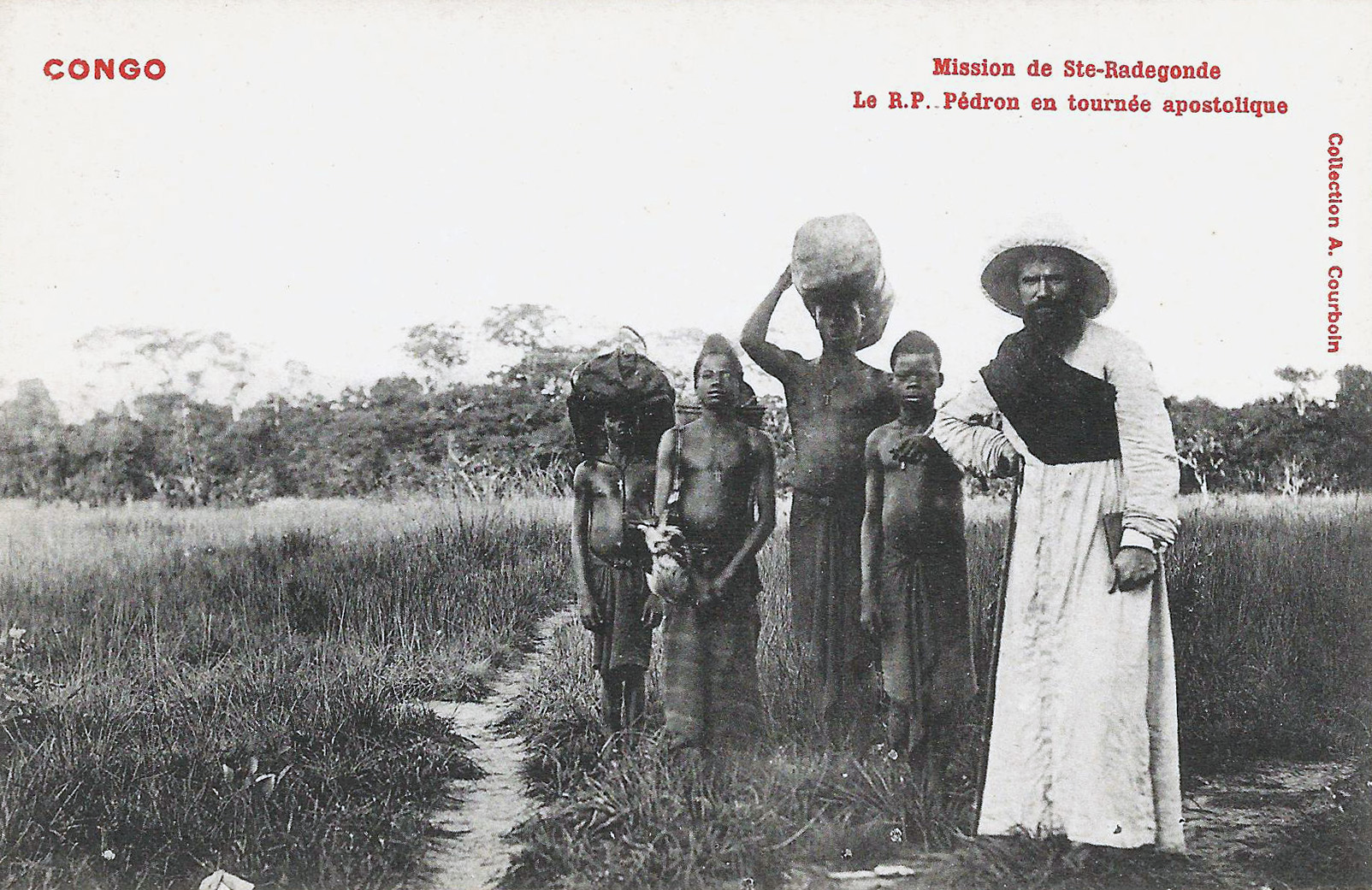
Mission de Ste-Radegonde-Le RP Marc Pédron en tournée apostolique-Congo

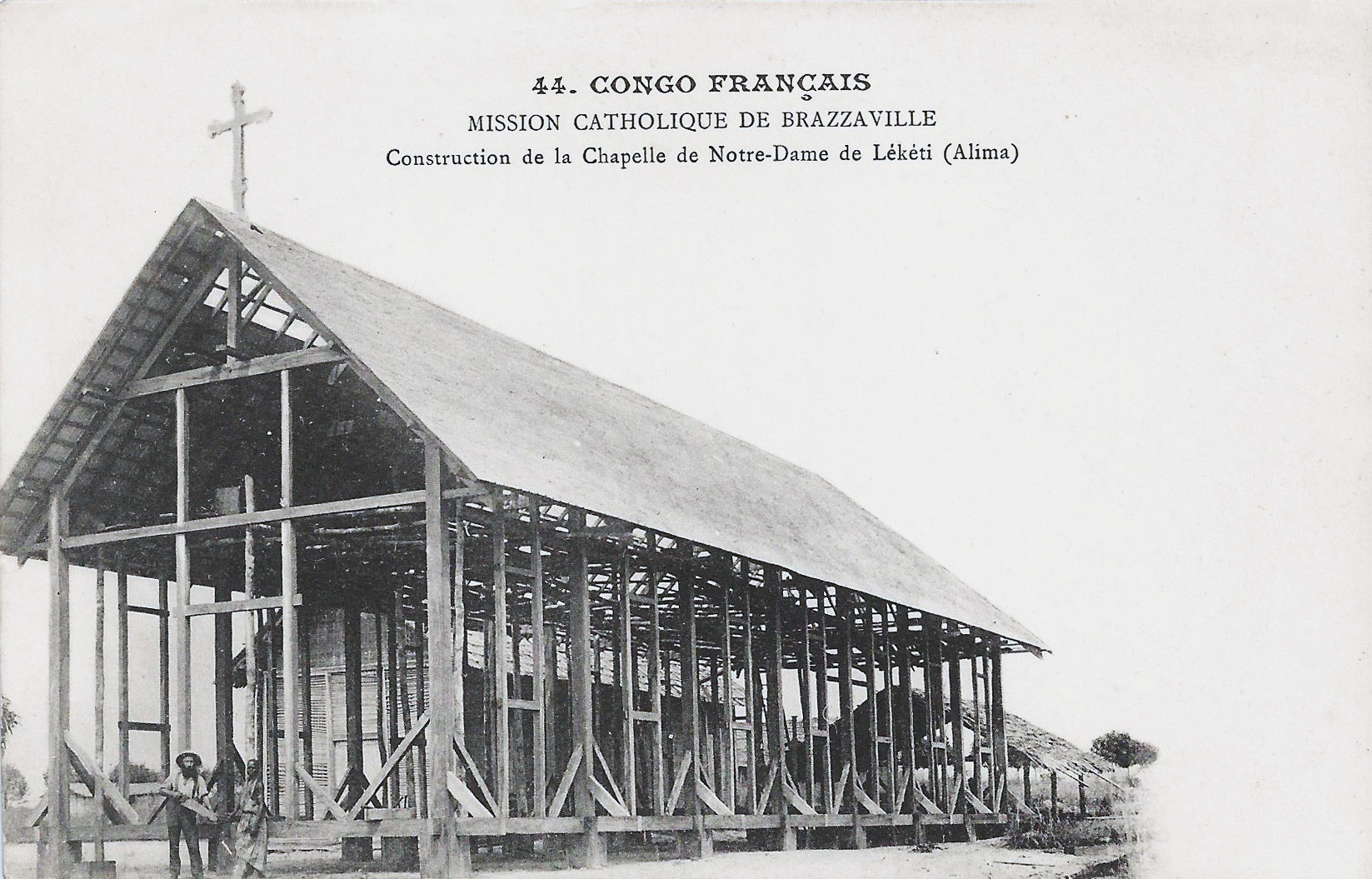
Mission catholique de Brazzaville-Construction de la chapelle de Notre-Dame de Lékéti (Alima)

La mission Sainte Radegonde de Tsambitso (Tsambitso signifiant « terre rouge » en langue mbochi), la seconde sur la rive gauche de l'Alima après Notre-Dame de Leketi (27 juin 1897) et avant Saint-François-Xavier de Boundji 6 janvier 1900 , est fondée le 15 janvier 1899 par Mgr Prosper Augouard, après une navigation périlleuse sur le vapeur Léon XIII, en provenance de Brazzaville. En novembre 1906, un incendie dû à la foudre, accentué par le vent, la détruit complètement.
Les premiers constats ne sont guère encourageants:
« Il y a deux ans, nous avions installé une douzaine de catéchistes dans les villages les plus proches de la mission ; mais le premier feu s'est vite éteint, ils se sont découragés devant les rebuffades de leurs proches et nous sommes obligés d'en former d'autres. ».
Parmi les spiritains fondateurs de la mission on cite, le P. Casimir Le Gouguec (? - 16 septembre 1900, Thiès), le P. Mathurin Luec (?- 20 septembre 1900, Bordeaux), le P. Alphonse Donnadieu, le F. Meinrad Neubeck (? - 31 mai 1902), le P. Marc Pédron, le P. Jules Fréto, le P. Jean Falconnet, P. François Mauger (? - 6 juin 1903) et le P. Louis Malessard qui assistera à la fermeture de la mission.
En 1910, en raison du décès de plusieurs confrères à Sainte-Radegonde et du mauvais état de santé de ceux qui y sont restés, Mgr Augouard décide de fermer la mission et la rattache à Saint-François-Xavier de Boundji.
Ce sont les PP. Adolphe Jeanjean et Jean Scheer qui s'efforcèrent de maintenir la chrétienté depuis Boundji.
En 1948, avec l'arrivée de l'abbé Benoît Gassongo originaire de la région, la mission sort de sa torpeur. Il reçoit, en 1954, l'aide du P. Jeanjean, écarté de Boundji. Ce dernier fête, à Fort-Rousset, en juillet 1957, le cinquantenaire de son arrivée à Boundji.
En juin 1958, le P. Jeanjean, alors âgé de 76 ans, malade, est transporté à Fort-Rousset, où il meurt le 18 juin 1958 . Son tombeau se trouve près de la cathédrale.
En 1965, l'abbé Benoît Gassongo est nommé auxiliaire de Mgr Émile Verhille et quitte Sainte-Radegonde pour Owando.

### Congrégation Saint Joseph deTarnów
C'est en mai 1973 que les premiers missionnaires sont arrivés de Tarnów. Ces prêtres Fidel donum polonais s'installent à Oyo, proche de l'ancienne mission.
Le père Joseph Piszczek (1956-2013), curé et missionnaire à Oyo depuis 25 ans (1987-2013), bâtisseur de l’église et du nouveau bâtiment de l’école catholique, meurt noyé dans l'Alima (rivière dans laquelle il avait l'habitude de se baigner) le 2 avril 2013.
Un monument en l'honneur de Sainte Radegonde, érigé dans l’enceinte de la paroisse a été inauguré le 29 mai 2014.

## Inauguration
Construite à proximité de l'ancienne chapelle construite par le père Joseph Piszczek, l'édifice a été inauguré et consacré le 10 mars 2019 par Mgr Victor Abagna Mossa, évêque d'Owando en présence du président congolais Denis Sassou-Nguesso. Les autres invités sont Thomas Boni Yayi, ancien président béninois, Hamed Bakayoko, ministre ivoirien de la défense, Matthieu Pigasse, dirigeant de la banque Lazard ou Dominique Strauss-Kahn. Ces deux derniers conseillent le président congolais dans l'assanissement des finances du pays,,,,.
Étaient également présents le cardinal émérite Laurent Monsengwo Pasinya de Kinshasa, le nonce apostolique Francisco Escalante Molina, l'archevêque Anatole Milandou de Brazzaville, les évêques Yves Monot de Ouesso, Urbain Ngassongo de Gamboma, Bienvenu Manamika Bafouakouahou de Dolisie, Louis Portella Mbuyu de Kinkala et Daniel Mizonzo de Nkayi et plus de 70 prêtres.
Cette cérémonie s'est tenue en marge des festivités des 10 ans de la mort d'Édith Bongo, la défunte fille du président.
Cette église catholique de 700 à 1 000 places assises selon les sources,, est la troisième plus grande du pays par le nombre de places après la basilique Sainte Anne et l'Église Notre-Dame de l'Assomption de Pointe-Noire (république du Congo). Elle aurait été entièrement financée par le chef de l'État congolais qui a remis les clefs à l'évêque Mossa le jour anniversaire de sa fille Édith. Le nom d'Édith Bongo a été donné à la cloche de l'église.

## Architecture
L'église construite en cinq mois présente l'aspect d'une basilique mineure d'après l'œuvre d’un architecte polonais [Qui ?]. C'est un chantier qui a été exécuté par des ouvriers chinois et congolais.

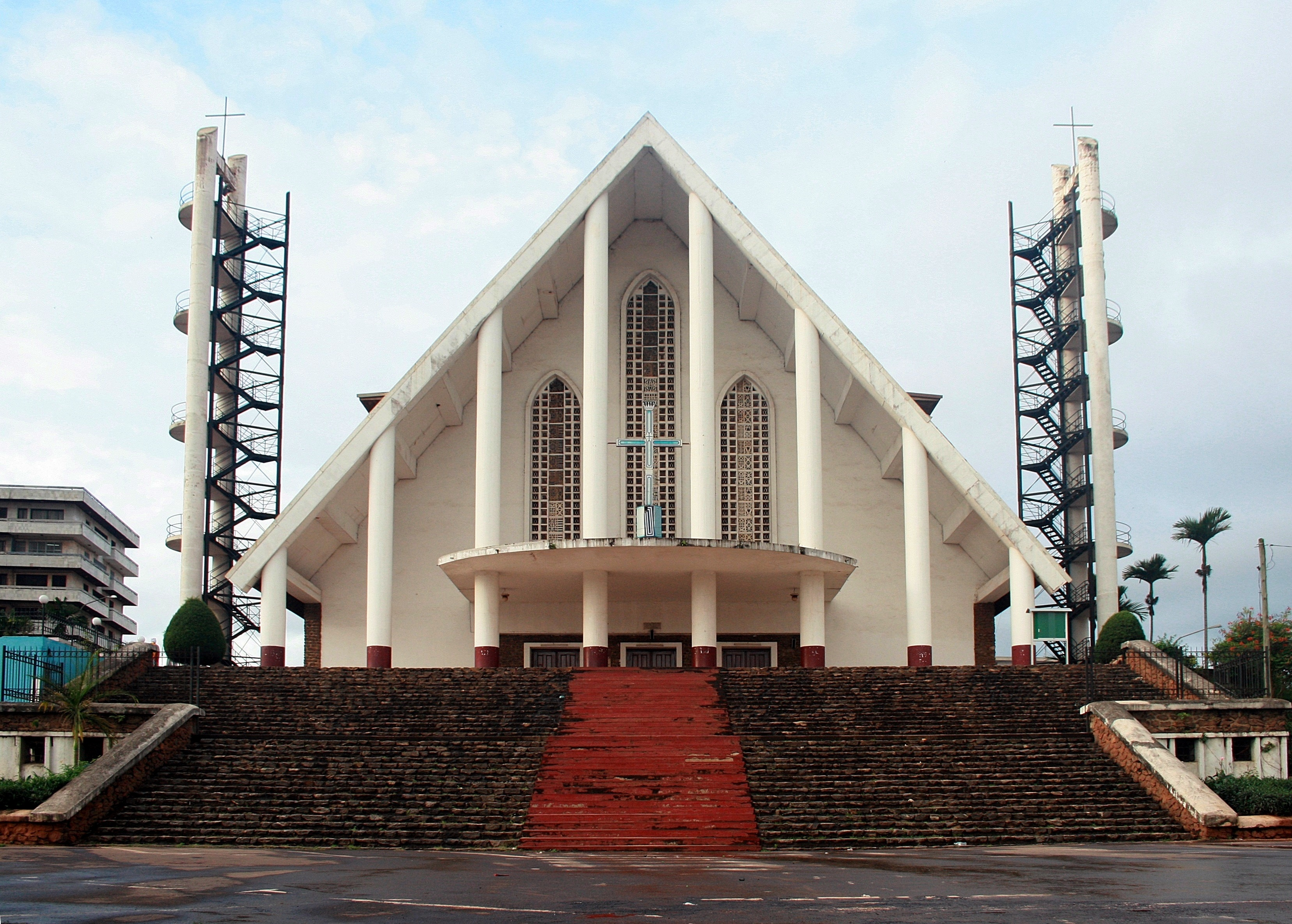
Cathédrale Notre-Dame Yaoundé - Façade principale

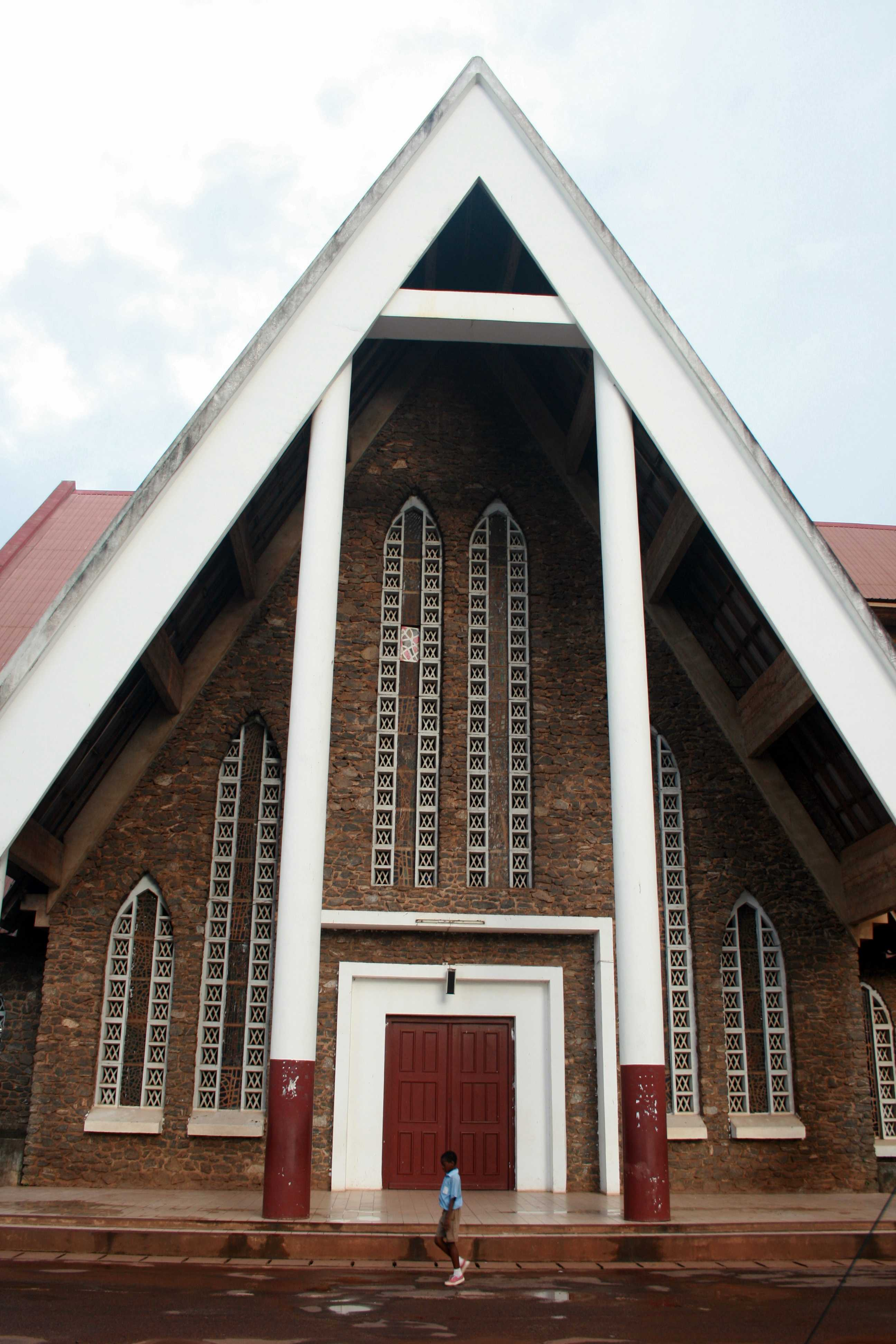
Cathédrale de Yaoundé - Entrée latérle

- Façade: Elle rappelle vaguement celle de la cathédrale Notre-Dame-des-Victoires de Yaoundé, beaucoup plus monumentale de 5 000 places. Elle se distingue de la précédente  par une double toiture en quinconce de tuiles vertes. La première sert d'auvent soutenu par 4 colonnes (narthex) pour la porte principale de l'église et la seconde prolongée et soutenue par un arc-boutant de part et d'autre de la façade couvre la nef.
- Nef: Elle est soutenue par une dizaine de colonnes
- Transept: Les vitraux latéraux sont en forme de losange incluant une croix de saint André.
- Chœur: Il présente un autel de marbre noir et blanc avec de part et d'autre deux ambons
- L'intersection de la nef et du transept porte une croix en son sommet et est ajouré au niveau de la toiture afin de permettre un éclairage zénithal
- Pas de clocher mais un campanile à gauche de la façade.

## Polémique
Le coût de cette église, dont la maîtrise d'œuvre a été confiée à une entreprise chinoise, serait de 10 milliards de francs CFA (environ 15 245 000 euros),.